# Stade Municipal de Mahamasina
Stade Municipal de Mahamasina – wielofunkcyjny stadion w Antananarywie na Madagaskarze. Obecnie jest najczęściej używany jako stadion piłkarski. Stadion mieści 22 000 osób. 
W 2007 na stadionie odbył się Puchar Oceanu Indyjskiego w piłce nożnej.
W 2005 podczas meczu pomiędzy madagaskarską drużyną USJF Ravinala i południowoafrykańską drużyną Kaiser Chiefs w wyniku zamieszania zginęło tu dwoje dzieci. W 2018 przy wejściu na stadion na mecz kwalifikacyjnego do Pucharu Narodów Afryki pomiędzy Madagaskarem i Senegalem zginęła jedna osoba, a blisko 40 zostało rannych. Rok później podczas zamieszania przy wejściu na koncert Rossy'ego zginęło pod stadionem co najmniej 15 osób, a rannych zostało około 80. W 2023 podczas zamieszania przy wejściu na stadion na ceremonię otwarcia Igrzysk Wysp Oceanu Indyjskiego doszło do wybuchu paniki, w wyniki czego zginęło co najmniej 12 osób, a co najmniej 80 zostało rannych.